# Dieu descendant

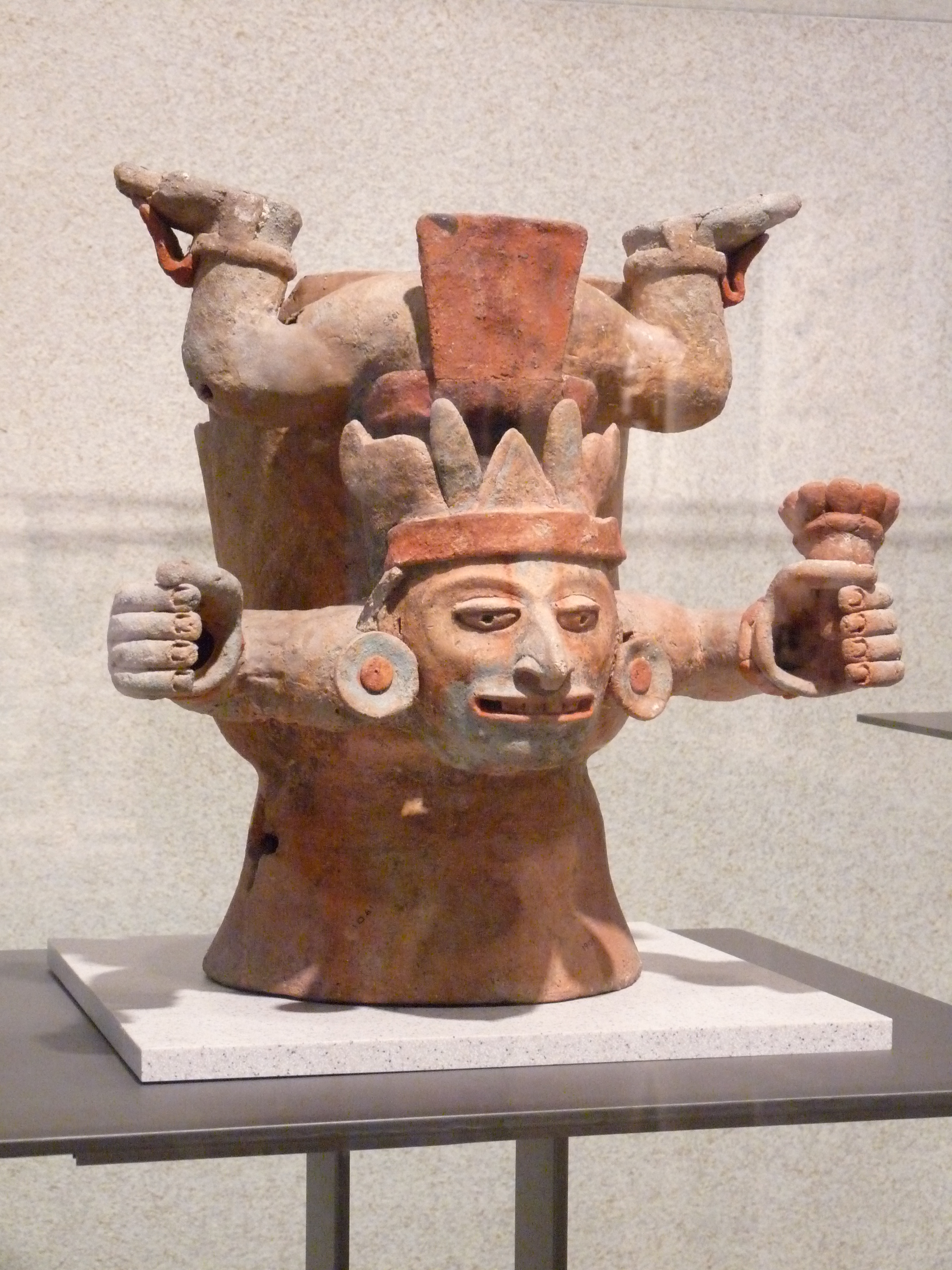
Céramique polychrome de Dzibanché (Musée national d'anthropologie de Mexico).

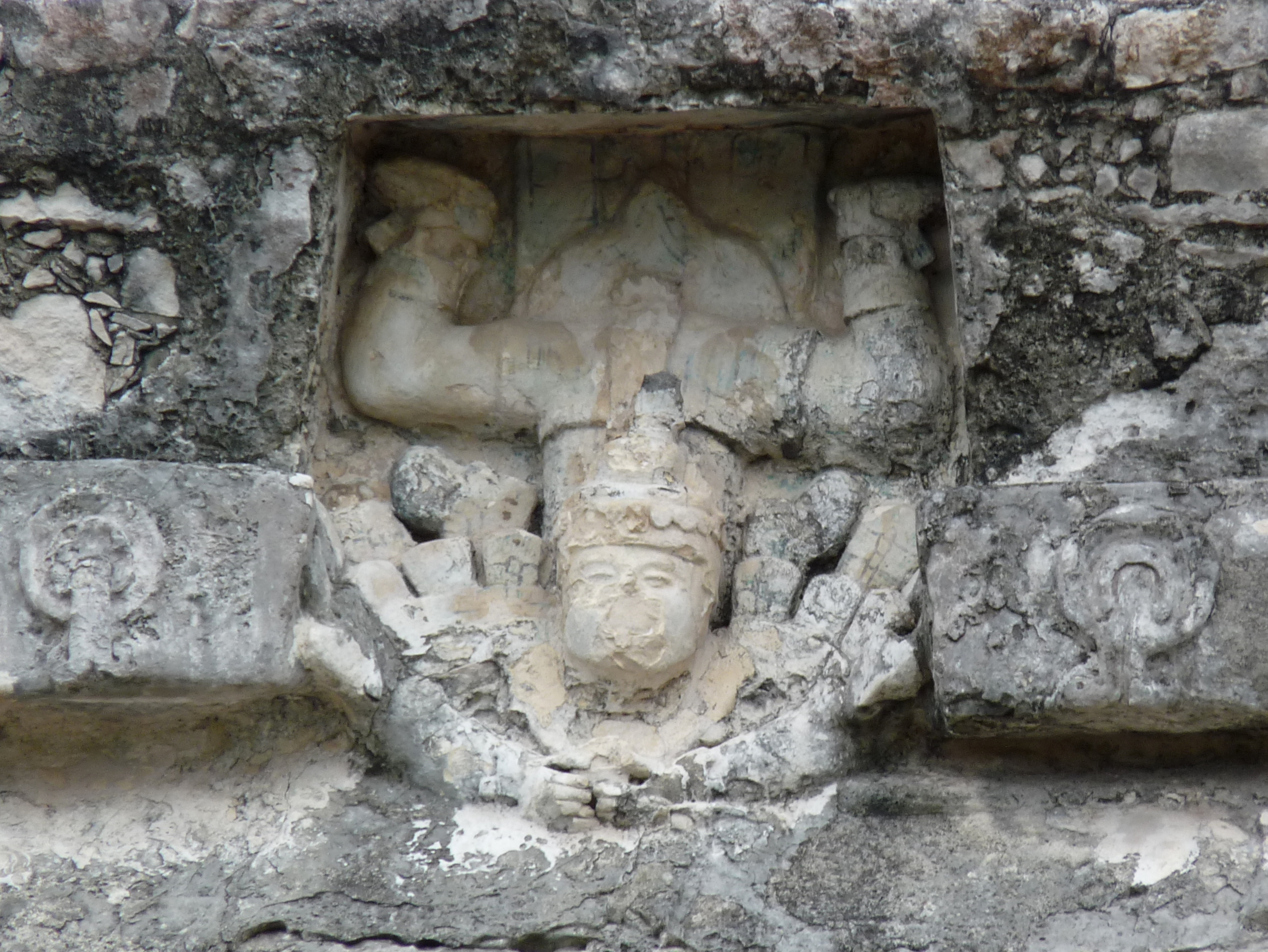
Bas-relief en stuc du temple du dieu descendant de Tulum.

Le dieu descendant est une divinité mésoaméricaine. C'est l'interprétation qui a été faite par l'archéologue Alberto Ruz Lhuillier,, et qui a été communément reprise par les mésoaméricanistes, de personnages aux traits humains représentés le corps à la verticale vers le bas.

## Caractéristiques
Les jambes sont représentées au-dessus de la tête, écartées et pliées, avec les pieds fléchis plante vers le ciel, tandis que la tête est cambrée de sorte que le visage est de face, à l'horizontale, et les bras sont écartés à l'horizontale, tendus ou fléchis à la hauteur du visage.
On trouve des éléments symboliques des oiseaux, tels que des ailes, des plumes ou un nez aquilin, ou encore symboliques des abeilles, comme des espèces d'antennes. C'est pourquoi on appelle ces personnages également des « hommes-oiseaux ».

## Représentations
On trouve ces représentations dans plusieurs aires culturelles de Mésoamérique, en particulier au sud de Veracruz et au Yucatán. On peut notamment citer les exemples de deux bas-relief en stuc, à Tulum, au-dessus de l'entrée du temple du dieu descendant et de celle du temple des fresques, d'un bas-relief en stuc au-dessus de l'entrée du temple de la pyramide Nohochmul de Cobá, une céramique polychrome de Dzibanché et le folio 58 du Codex de Dresde.

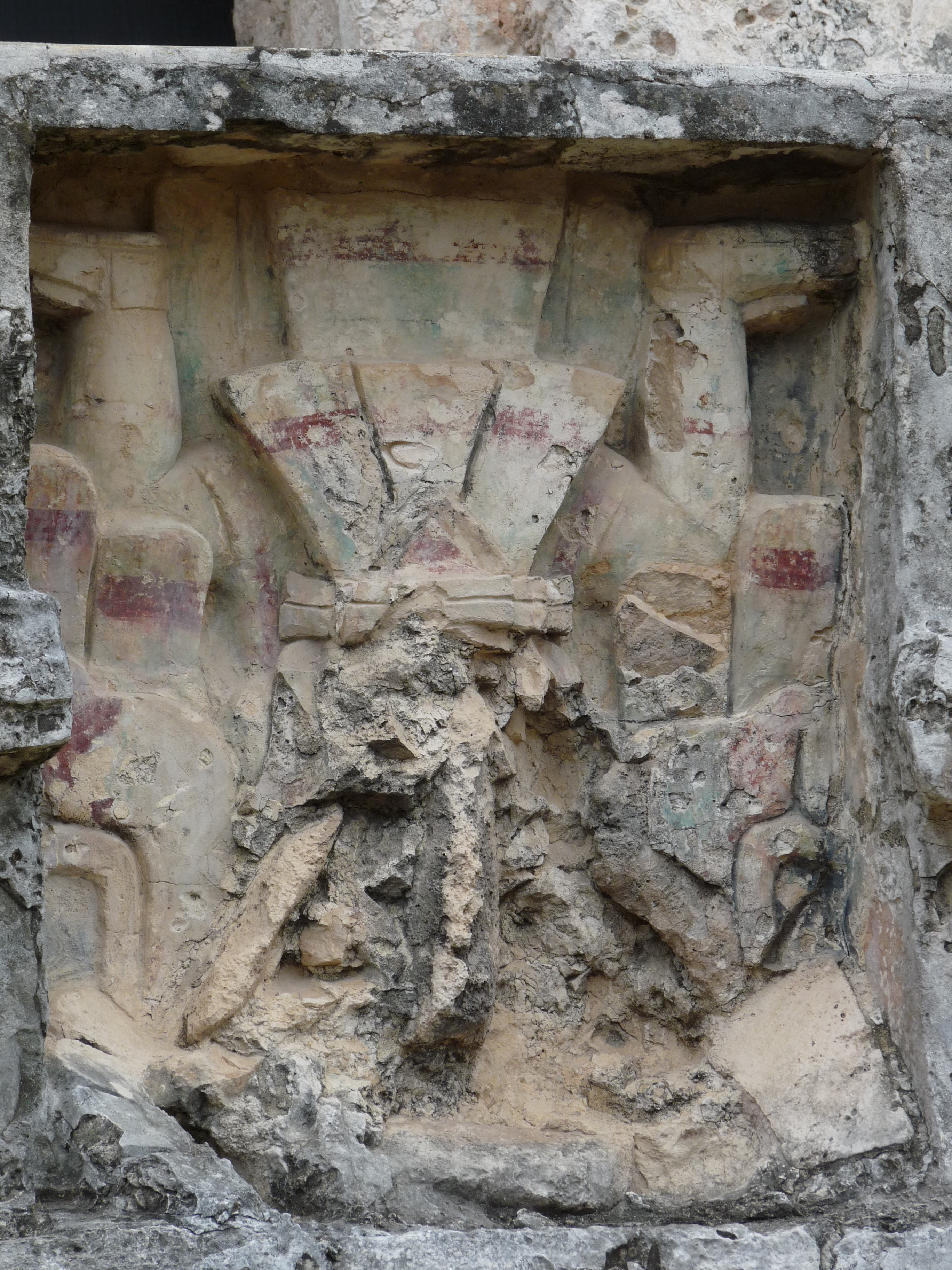
Bas-relief en stuc du temple des fresques de Tulum.
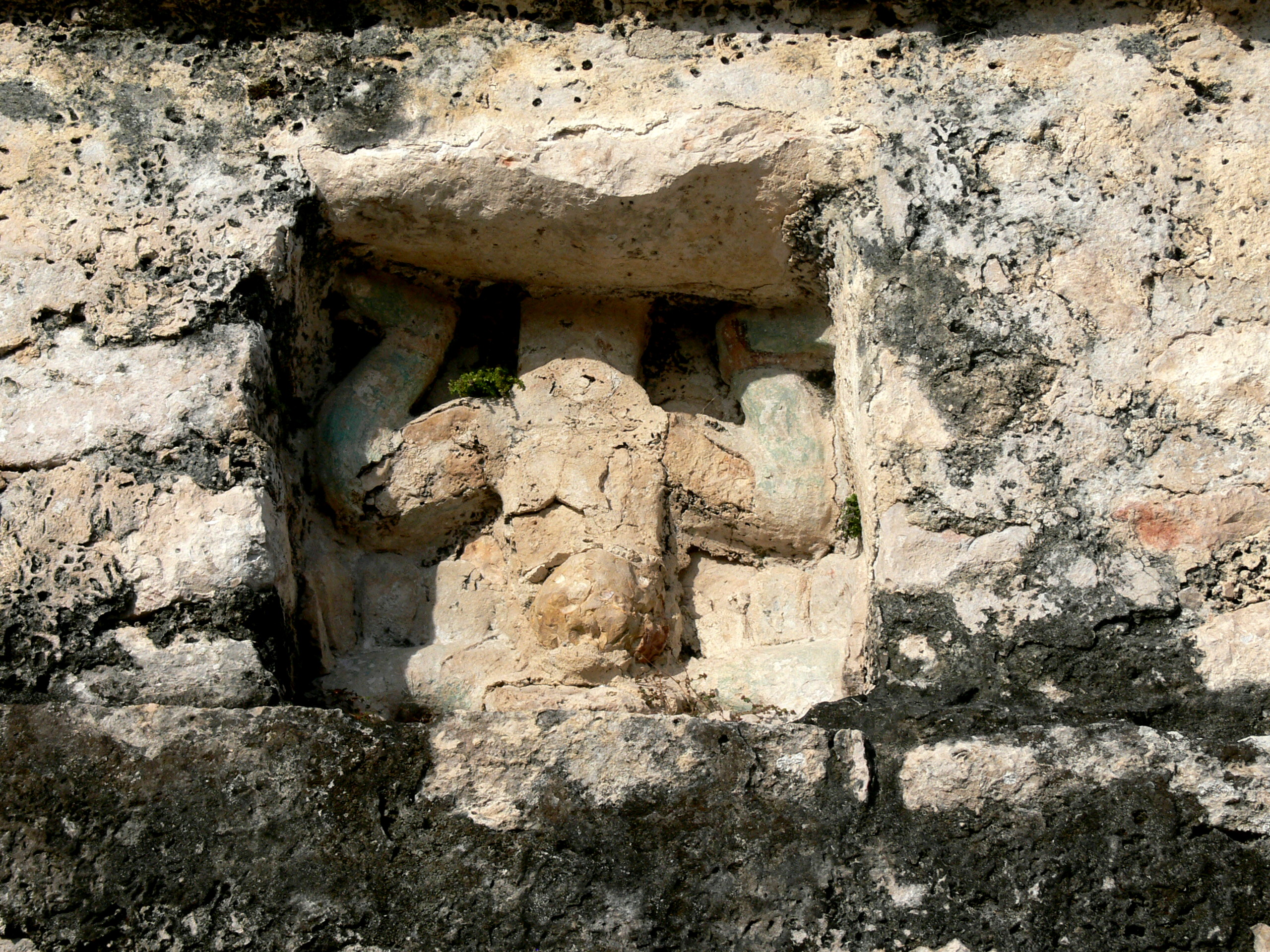
Bas-relief en stuc du temple de la pyramide Nohoch Mul de Cobá.
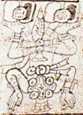
Au bas du folio 58 du Codex de Dresde, se trouve, au centre, une représentation d'un personnage identifié comme le dieu descendant.

## Interprétations
En général, on associe ces personnages à d'anciens cultes de la fertilité et au rituel des voladores. Diverses hypothèses ont été émises sur ce qu'ils symbolisent : le soleil couchant, la pluie, l'éclair, les abeilles (et leur dieu Ah Mucencab), l'âme des guerriers morts ou encore les sacrifiés. La position du personnage pourrait suggérer une divinité, quelle que soit son identité exacte par ailleurs, venant sur terre pour recevoir des offrandes.